# فجوة مائية

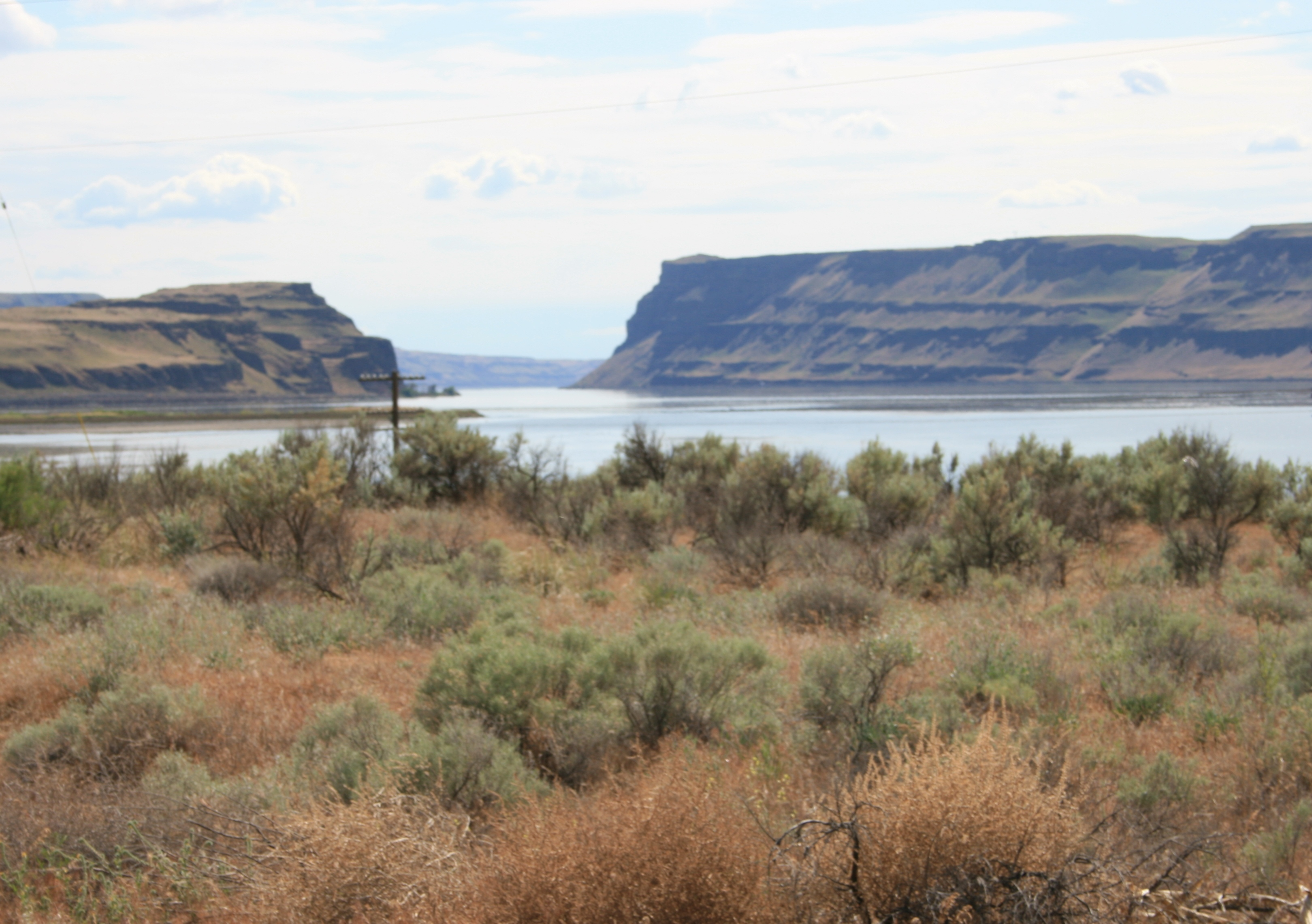

الثغرة المائية أو فجوة الماء أو فجوة مائية هي فجوة نحتتها المياه المتدفقة عبر سلسلة جبلية أو نتوء جبلي ولا تزال تحمل الماء حتى اليوم. هذه الفجوات التي لم تعد تحمل تيارات مائية تسمى فجوات الرياح . غالبًا ما توفر فجوات المياه وفجوات الرياح طريقًا عمليًا للنقل البري والسكك الحديدية لعبور الحاجز الجبلي.

## أنظر أيضا
- شعب (جغرافية)